# انری پاترنستر
انری پاترنستر (انگلیسی: Henri Paternóster; ۹ ژانویهٔ ۱۹۰۸ – ۳۰ سپتامبر ۲۰۰۷) ورزشکار شمشیربازی اهل بلژیک بود.
وی در مسابقات کشوری و بین‌المللی در مجموع برندهٔ ۱ مدال برنز شده‌است.